# Aleš Kisý
Aleš Kisý (* 30. září 1980 Trutnov) je český handicapovaný atlet. Českou republiku reprezentoval na paralympiádě pětkrát v letech 2004, 2008, 2012, 2016 a 2021.

## Biografie
V srpnu 1999 omylem uklouzl, když se pokusil skočit do bazénu, což nakonec vyústilo v kvadruplegii. Také si poškodil krční páteř.

## Kariéra
Aleš začal s vrhem koulí v roce 2003. Byl vybrán jako jeden ze sportovců, kteří budou reprezentovat Českou republiku na letních paralympijských hrách 2004, pouhý rok poté, co se sportem začal. Během letní paralympiády v roce 2004 soutěžil jak v hodu diskem, tak i ve vrhu koulí. Na letní paralympiádě v roce 2012 soutěžil také v hodu oštěpem.
Na klubové úrovni také hrál rugby na vozíku. V roce 2018 byl vyhlášen českým para sportovcem roku.
Během letních paralympijských her 2020 získal ve věku 40 let bronzovou medaili z vrhu koulí v kategorii mužů. Byla to jeho první paralympijská medaile.